# Asociación del Pueblo Chino para la Amistad con el Extranjero
La Asociación del Pueblo Chino para la Amistad con el Extranjero (CPAFFC) es una de las principales organizaciones de asuntos exteriores de la República Popular China. La organización se denomina oficialmente "organización del pueblo" y gestiona las relaciones entre ciudades hermanas de China. Su objetivo declarado es promover la amistad y el entendimiento mutuo entre el pueblo chino y las naciones extranjeras, pero varios observadores han señalado que funciona como una organización fachada en el sistema de frente unido utilizado para influir y cooptar a las élites con el fin de promover los intereses del Partido Comunista Chino (PCCh), al tiempo que resta importancia a su asociación con el PCCh.
Se ha descrito a la CPAFFC como la "cara pública" del Departamento de Trabajo del Frente Unido del PCCh. La CPAFFC patrocina y coordina diversas organizaciones fachada y operaciones de influencia en otros países a nivel nacional y subnacional.